# Mahitsy
Mahitsy est une ville située dans la région d'Analamanga, dans les Hautes Terres de Madagascar. Lors du recensement de 2001, la ville comptait 26 056 habitants. Elle se trouve à environ 30 kilomètres à l'ouest du centre-ville d'Antananarivo, la capitale de Madagascar. La commune est connue pour son marché hebdomadaire, sabotsin’i Mahitsy, qui attire des agriculteurs et des commerçants de communes voisines.

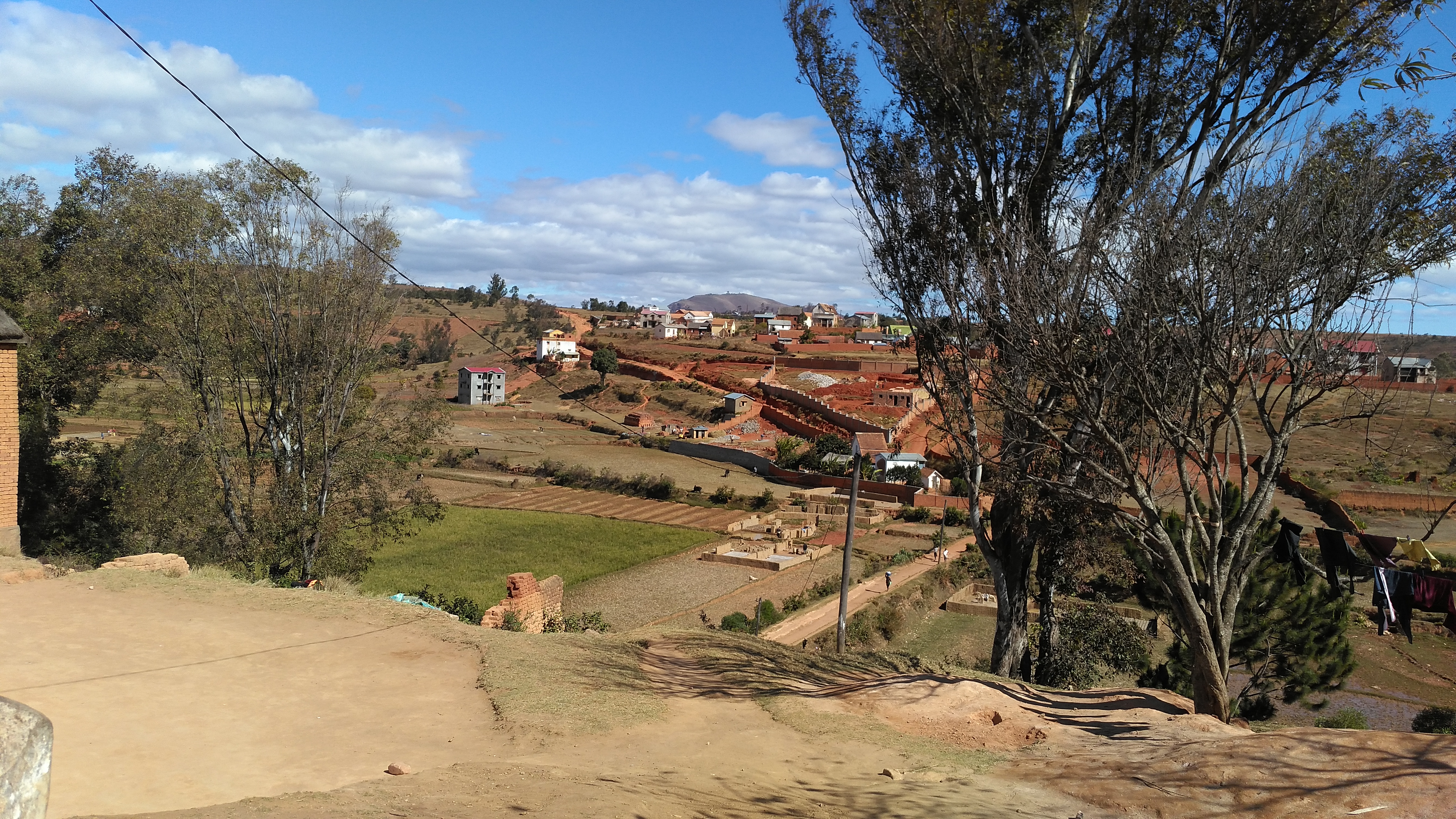
Route RN4 mahitsy

## Le marchéSabotsin'i Mahitsy
Le marché Sabotsin'i Mahitsy a lieu tous les samedis et propose une grande variété de produits, allant des produits frais aux objets artisanaux en passant par d'autres produits locaux.

## Démographie
Selon le recensement de 2001, Mahitsy comptait 26 056 habitants.

## Géographie
Mahitsy est entourée de collines. La "route des œufs" est un trajet de 13 kilomètres depuis Antananarivo, passant près de la colline d'Ankazomby, qui s'élève à plus de 1500 mètres.
On y trouve aussi le monastère bénédictin d'Ambohimanjakarano, fondé en 1954.